# Sługi za szlugi
Sługi za szlugi – singel Yugopolis i Macieja Maleńczuka wydany w sierpniu 2014. Promuje kompilację The Best of Yugopolis (na albumie to pierwszy z kolei utwór). Pierwowzorem utworu jest piosenka „Balkan” jugosłowiańskiego zespołu Azra, do której Maleńczuk napisał własny tekst. Utwór ma charakter satyry politycznej na temat konfliktu rosyjsko-ukraińskiego i jest przesłaniem do Rosjan, aby się opamiętali i więcej nie poddawali włodarzom Rosji.

## Twórcy
- Branimir Štulić - muzyka
- Maciej Maleńczuk - tekst, śpiew
- zespół Yugopolis w składzie:
  - Radosław Labakhua - skrzypce
  - Paweł 'K.dwoob' Stankiewicz - gitary, Rhodes
  - Maciej Szczyciński - gitara basowa
  - Karol Pawłowski - perkusja
  - Rafał Grząka - akordeon
- aranżacja - Paweł 'K.dwoob' Stankiewicz
- produkcja muzyczna: Radosław Labakhua, Paweł Stankiewicz
- Marian Lech - realizacja nagrań, mix i mastering

## Lista utworów
1. Sługi za szlugi 3:16

## Notowania
- Lista Przebojów Trójki: 4[2]
- Top-15 Wietrznego Radia (Chicago): 1[3]
- Strefa Hitów (Piotrków Trybunalski): 1[4]
- SLiP (Szczecin): 1[5]
- Turbo Top - Antyradio: 4[6]
- Top30 Radiocentrum (Kalisz): 5[7]
- Lista przebojów Radia Katowice (Katowice): 8[8]
- Lądowanie Muzycznego Radia - Hit-Planeta (Jelenia Góra): 9[9]
- Lista Przebojów - Radio Park (Kędzierzyn-Koźle): 10[10]
- Lista Przebojów Radia Merkury (Poznań): 13[11]
- Lista przebojów UWUEMKA (Olsztyn): 13[12]
- Lista Przebojów Radio Nysa FM (Nysa): 22[13]
- Portal e-migrant - Lista przebojów (Benelux): 32[14]

## Teledysk
Został opublikowany 26 sierpnia 2014 w serwisie YouTube. Scenariuszem, reżyserią i realizacją teledysku zajął się Rymwid Błaszczak.